# Hamnsundet

Hamnsundet är en fiske- och gästhamn vid Boxö sund i Saltviks kommun på Åland. Här finns Saltviks sjöräddningsstation, tidigare Gränsbevakningsväsendets sjöbevakningsstation, som har tagits över av Ålands Sjöräddningssällskap.